# Бишон-фризе
Бишо́н-фризе́ (фр. Bichon à poil frisé) — французская маленькая порода собак из группы бишонов (болонок). Отличается кучерявой, густой, длинной и шелковистой шерстью, только белого цвета, бежевые или рыжеватые (ржавые) пятна допускаются только у щенков. B переводе с французского название породы переводится как курчавая болонка (фр. bichon — болонка, poil — шерсть, frisé — вьющийся, кучерявый).
В Советском Союзе не было бишонов-фризе, так же как и болоньезов, и французской болонкой называли декоративную собачку маленьких размеров белого цвета с очень курчавой шерстью, которая сочетала в себе признаки обеих пород, но более квадратного формата.
В России после появления чистокровных животных породу иногда называют французской болонкой, по праву её происхождения, страна происхождения этой породы — Франция. Это приводит к путанице между бишоном-фризе и болоньезом — итальянской болонкой.

## Происхождение
На побережье Средиземноморья и островах Средиземного моря с очень давних времен (первые упоминания — XII—XIV век) жили маленькие собаки белого цвета, преимущественно с длинной и кучерявой шерстью. Их использовали как крысоловов на кораблях, курсирующих в этом районе. Их размеры обусловлены пространством корабля, их белый цвет обусловлен теплым солнечным климатом.
С модой на маленьких собак в аристократическом обществе в Испании, Италии, Франции и на Канарских островах эти собачки приобрели большую популярность. Это и были родоначальники болонок, всех болонок, не только бишон-фризе, но и мальтийской болонки, болоньеза (итальянской болонки) и других.
Во Франции эту породу собак называли тенерифским бишоном, что говорит о происхождении её с Канарских островов. Но при официальной регистрации породы в 1933 году в Международной кинологической федерации в связи с противоречивыми сведениями о происхождении и широким ареалом породу зарегистрировали как бишон-фризе, тогда же Французским кинологическим обществом (фр.) был сформулирован её стандарт. В Племенную книгу Французского кинологического общества порода бишон-фризе занесена 18 октября 1934 года. После Второй мировой войны порода была привезена в Новый свет, а оттуда получила широкое распространение во всём мире.

## Внешний вид
- Бишоны-фризе — довольно маленькие собаки, их рост не превышает 30 см, причём предпочтение отдаётся более мелким собачкам[2].
- Шерсть у данной породы собак довольно длинная, до 10 см, вьющаяся, мягкая и шелковистая.
- Окрас строго установлен стандартом, он может быть только белым, у щенков допускаются бежевые (ржавые) пятна, которые пропадают с возрастом, в то время как кожа у таких собак пигментированная (пятнистая). Мочка носа должна быть чёрной, обязательна тёмная обводка вокруг чёрных глаз.
- Во Французском стандарте данной породы собака не имеет стрижки, но допускается гигиеническая стрижка — шерсть подравнивается на лапах и мордочке — в такой стрижке в полной мере видна длина шерсти, её структура и объём. В другие же страны, как и в Россию, из США пришла мода на стрижку собак — значительно подстригается шерсть по корпусу, оставляется на шее грива, а голове придаётся форма шара или колокольчика.

## Характер
Бишон-фризе так же, как и пудель, по своей природе весел, игрив, очень активен, смел, но не агрессивен. Характер у таких собак довольно сложный, но они легко находят общий язык со своими хозяевами и поддаются любой дрессировке. Они прекрасно подходят для жизни в городе и приучаются к лотку, однако всё же нуждаются в регулярных прогулках, так как свежий воздух и активные движения им нужны для хорошего самочувствия.

## Уход
Если заводится такой питомец не для того, чтобы представлять его на выставках, то вполне можно обойтись стандартными процедурами по уходу за собаками. Самым важным моментом в уходе за такой собакой является поддержание её шерсти в надлежащей форме. А для этого необходимо регулярно купать её и расчёсывать, несмотря на белую густую и кучерявую шерсть, это не так сложно, шелковистая шерсть не сильно путается, не требует каждодневного расчёсывания, а в мытье лап после прогулки нуждаются все породы собак. Если же собака заводится для выставочной карьеры, то уход за ней потребует большого терпения и умения, придётся изрядно работать над внешним видом собаки перед каждой выставкой.